# Polysyncraton bilobatum
Polysyncraton bilobatum är en sjöpungsart som beskrevs av Francoise Lafargue 1968 . Polysyncraton bilobatum ingår i släktet Polysyncraton och familjen Didemnidae. Inga underarter finns listade i Catalogue of Life.